# Художественный музей Сиэтла
Художественный музей Сиэтла (англ. Seattle Art Museum; сокр. SAM) — культурное учреждение США в Сиэтле, штат Вашингтон.
Музей состоит из трёх подразделений — собственно главного музея (SAM) в районе города Downtown Seattle; музея азиатского искусства Сиэтла (SAAM) в городском парке Volunteer Park на капитолийском холме; Олимпийского парка скульптур (англ. Olympic Sculpture Park) на центральной набережной Сиэтла, который открылся 20 января 2007 года.

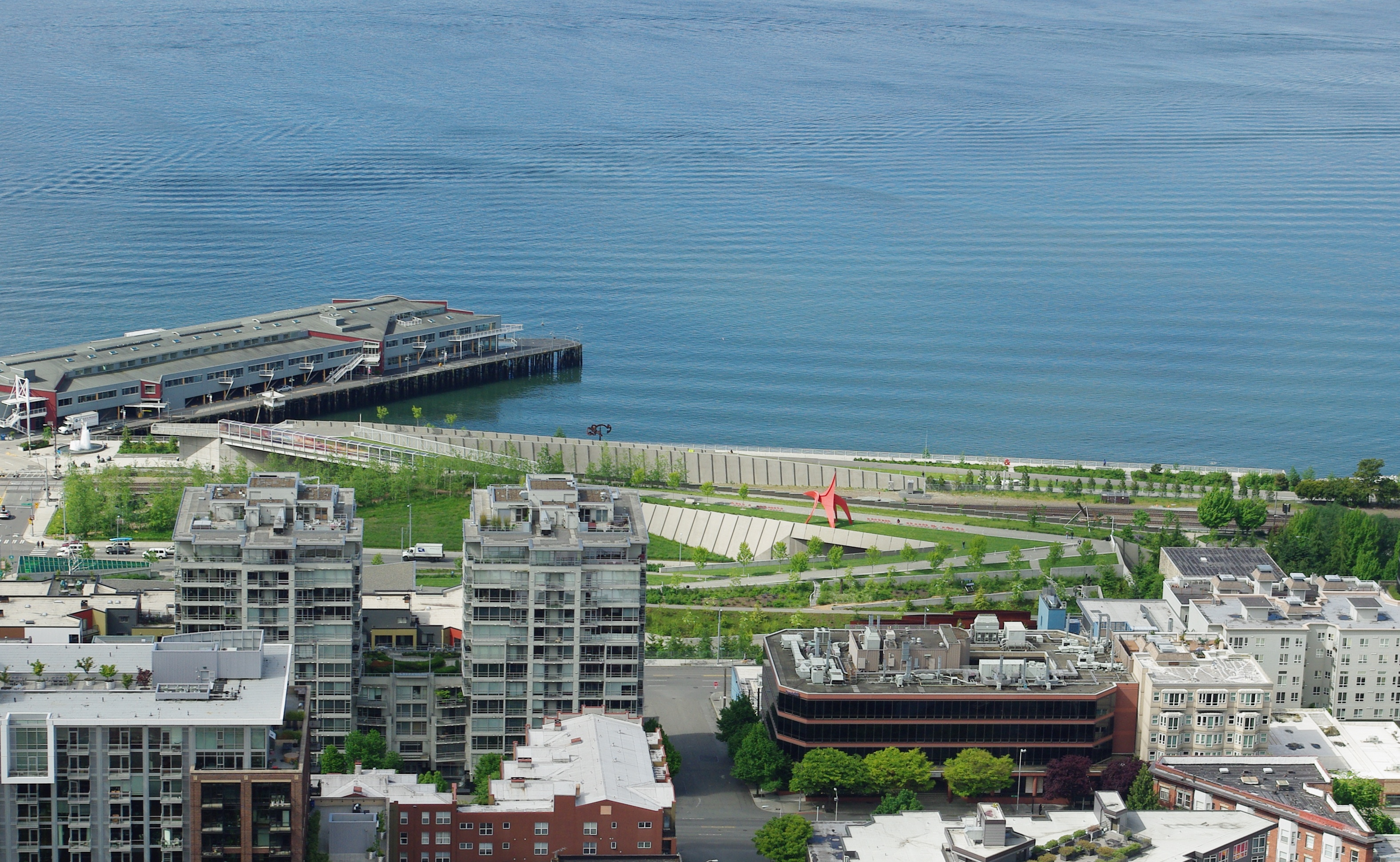
Олимпийский парк скульптур

Музей был основан в 1933 году и имел 1926 произведений искусства, количество которых увеличилось до 25000 по состоянию на 2008 год. За это же время число сотрудников увеличилось с 7 до 303, а библиотечный фонд музея вырос с 1400 до 33000 книг.
Своё начало музей берёт с общества Seattle Fine Arts Society, образованного в 1905 году) и ассоциации Washington Arts Association, организованной в 1906 году, с которой общество объединилось в 1917 году, сохранив название общества. В 1931 году был переименован в Институт искусств Сиэтла (англ. Art Institute of Seattle). Первоначально музей располагался в парке Volunteer Park. Позже его собрания были перенесены в недалеко расположенный район Сиэтла Downtown Seattle, а в Volunteer Park был музей азиатского искусства в Сиэтле. В 2007 году для публики был открыт Олимпийский парк скульптур.
Среди экспонатов музея имеются коллекции современного и этнического искусства Америки, Европы и Австралии. В структуру музея входят библиотеки Dorothy Stimson Bullitt Library и McCaw Foundation Library of Art.